# Mount Washington (Kentucky)
Pour les articles homonymes, voir Mont Washington.
Mount Washington est une ville du Comté de Bullitt dans l’état du Kentucky.
Sa population était de 9 117 habitants en 2010.